# Paulette Duvernet
Pour les articles homonymes, voir Mouton-Duvernet (homonymie).
Paulette Mouton, dite Paulette Duvernet, née le 28 mai 1909 à Paris et morte le 21 mars 1933 à Neuilly-sur-Seine, est une actrice et chanteuse française.

## Biographie
Fille du comédien Victor Mouton, Paulette Duvernet naît le 28 mai 1909 dans le 10e arrondissement de Paris, et, elle commence sa carrière de comédienne au théâtre dès 1923 et au cinéma au début du parlant.
Elle se suicide à 23 ans le 21 mars 1933,.
Paulette Duvernet était une descendante du baron Régis Barthélemy Mouton-Duvernet.

## Filmographie
- 1931 : Un caprice de la Pompadour de Willi Wolff et Joë Hamman : Madeleine Biron
- 1931 : Gagne ta vie d'André Berthomieu
- 1932 : Nicole et sa vertu de René Hervil : Mado Vinci
- 1932 : Service de nuit d'Henri Fescourt : Gaby Beauchamp
- 1932 : Azaïs de René Hervil : la caissière
- 1932 : Quick de Robert Siodmak : Charlotte
- 1932 : Un homme sans nom, de Gustav Ucicky et Roger Le Bon